# Campeonato Europeo de Remo de 1893
El I Campeonato Europeo de Remo se celebró en Orta (Italia) en 1893 bajo la organización de la Federación Internacional de Sociedades de Remo (FISA).
En total se disputaron tres pruebas diferentes, todas ellas en la categoría masculina.

## Resultados

### Masculino
| Evento                 | Oro | Plata | Bronce |
| ---------------------- | --- | --- | --- |
| Scull individual M1X   | Edouard Lescrauwaet · Bélgica | Vittorio Leone Italia | Émile Lepron Francia |
| Cuatro con timonel M4+ | Ben Longchamp · Alfred Baud · Georges Vuillet · Eugène Baud · Henri Sauer (t) · Suiza                                             | Giulio Rebuschini Giacomo Leva Felice Terruzzi Angelo Brambillasca Ivo Bassano (t) Italia                                                               | Auguste Lescrauwaet · Edouard Lescrauwaet · Charles Lescrauwaet · Adrien De Giey · NC (t) · Bélgica                                                                    |
| Ocho con timonel M8+   | Laurent Filiolau Gaston Clipet Auguste Trarieux J. Delpierre Ch. Gadebled P. Panchaud Pétrus Gatier François Lebrault (t) Francia | Luigi Rossi Giuseppe Gribaudi Augusto Lange Pietro Lange Antonio Pagliani Ferruccio Somaglia Ercole Aimone Attilio Chiantore Guasco Ponziano (t) Italia | Louis Choisy · Paul De Gottal · Octave Schepens · Léonce Roels · Raymond Roels · Isidore Devriendt · Achille Ardenois · Victor De Bisschop · Jules Wilbo (t) · Bélgica |

## Medallero
| Núm. | País    | Oro | Plata | Bronce | Total |
| ---- | ------- | --- | ----- | ------ | ----- |
| 1    | Bélgica | 1   | 0     | 2      | 3     |
| 2    | Francia | 1   | 0     | 1      | 2     |
| 3    | Suiza   | 1   | 0     | 0      | 1     |
| 4    | Italia  | 0   | 3     | 0      | 3     |
|      | TOTAL   | 3   | 3     | 3      | 9     |